# Вронська Тамара Василівна
Тама́ра Васи́лівна Вро́нська (до шлюбу Скр́ипник; нар. 17 липня 1955, Київ) — українська науковиця, історикиня. Докторка історичних наук. Старша наукова співробітниця Інституту історії України НАНУ. Членкиня спеціалізованих учених рад Інституту історії України НАНУ та Національного університету оборони України, а також наглядової ради Меморіального комплексу «Національний музей історії Великої Вітчизняної війни».

## Біографія
У 1972 році закінчила Київську середню школу. У 1973—1979 роках навчалася на історичному факультеті Київського державного університету імені Тараса Шевченка. Трудову діяльність розпочала 1972 р. в бібліотеці Київського державного університету імені Тараса Шевченка бібліотекаркою, у 1974 році завідувала дитячим сектором клубу профкому цього університету.
У 1975 — березні 2015 року працювала в Інституті історії України  НАН України: лаборантка, молодша наукова, старша наукова співробітниця, з 2012 — провідна наукова співробітниця відділу історії України періоду Другої світової війни.
1997—2012 роки, працюючи в Інституті історії України, перейшла на роботу до Академії Служби безпеки України (з 1999 року — Національна академія СБ України). Викладала історію вітчизняних спецслужб, історію України і займалася науковою роботою. Працювала також у науковій установі СБУ — Інституті дослідження проблем державної безпеки.
Кандидатська дисертація «Суспільно-політичне життя молоді України на визволеній території у роки Великої Вітчизняної війни, 1943—1945 рр.» (1989, науковий керівник — доктор історичних наук М. В. Коваль).
Докторська дисертація «Репресії проти родин „ворогів народу“ в Україні: ідеологія та практика (1917—1953 рр.)» (2009, науковий консультант — доктор історичних наук О. Є. Лисенко).
У 1997 році присвоєне вчене звання «старший науковий співробітник».
Членкиня спеціалізованої ученої ради Інституту історії України НАНУ та спеціалізованої ученої ради Національного університету оборони імені Івана Черняховського.
Членкиня Наглядової ради Меморіального комплексу «Національний музей історії України у Другій світовій війні».
Дослідниця історії України періоду другої світової війни (1939—1945), діяльності національних, радянських та іноземних спецслужб (1917—1945). Започаткувала напрям досліджень, пов'язаних з аналізом репресивної політики щодо «маловідомих» жертв режиму — членів сімей ворогів народу, дружин ворогів народу Акмолінський табір дружин зрадників батьківщини, повторників, оточенців, громадян, які проживали на окупованій нацистами території.
Тамара Вронська — внучка вояка армії Української Народної Республіки, неодноразово репресованого в 1930—1950-х роках і згодом реабілітованого селянина з Вінниччини Костя Йосиповича Скрипника.

## Наукові інтереси
Свою наукову діяльність розпочала вивченням повоєнного соціуму українських міст. Дослідниця документальної спадщини відомих діячів доби національно-визвольних змагань — Петра Болбочана та  Миколи Чеботарьова. Видання, підготовлені у співавторстві з Тетяною Осташко та Володимиром Сідаком, уперше відкрили для українського суспільства цих непересічних людей. 
Єдина жінка в Україні, яка займається суто чоловічою тематикою — вивченням специфіки діяльності національних, радянських та іноземних спецслужб (1917—1945 рр.). Окрім цього, вивчала особливості політичного життя української еміграції міжвоєнного періоду, інформаційно-психологічні операції, які планувалися та реалізовувалися радянськими спецслужбами, а також досліджувала організаційні питання, правове підґрунтя та різні аспекти функціонування радянської карально-репресивної системи в Україні доби сталінізму. Основна наукова праця «Упокорення страхом: сімейне заручництво у каральній практиці радянської влади (1917—1953 рр.)» є першим ґрунтовним дослідженням каральної політики та практики радянської влади проти родин «ворогів народу» в Україні — передусім жінок та неповнолітніх дітей. У праці розглянута взаємодія різних ланок механізму політичного терору, встановлено його морально-психологічні наслідки та характер реабілітаційного процесу для кожної групи репресованих.

## Наукові праці

### Основні праці українською
- Повторники. Приречені бранці ГУЛАГу (1948–1953 рр.). — Київ : Темпора, 2019. — 420 с. — ISBN 978-617-569-400-8.
- Упокорення страхом: сімейне заручництво у каральній практиці радянської влади (1917—1953 рр.). — К.: Темпора, 2013. — 624 с.
- Заручники тоталітарного режиму: репресії проти родин «ворогів народу» в Україні (1917—1953 pp.) / НАН України. Інститут історії України; Служба безпеки України. Інститут дослідження проблем державної безпеки. — К.: Інститут історії України, 2009. — 486 с.
- Позасудові репресії членів сімей учасників національно-визвольного руху в західних областях України (1944—1952): монографія / Інститут історії України НАН України; Інститут оперативної діяльності та державної безпеки Служби безпеки України. — X.: Право, 2008. — 264 с.
- В умовах війни: життя та побут населення міст України, 1943—1945 рр. [Архівовано 5 липня 2015 у Wayback Machine.] — К., 1995.

#### У співавторстві
- Київ: війна, влада, суспільство. 1939—1945 рр. (За документами радянських спецслужб та нацистської окупаційної адміністрації). — К.: Темпора, 2014. — 864 с.
- Тюремний мартиролог окупаційного режиму: написи на стінах нацистських казематів. — Харків: Права людини, 2014. — 584 с.
- Полковник Петро Болбочан: трагедія українського державника. — К., 2004.
- Голод в Україні 1932—1933 років. — К., 2003.
- Київ у дні нацистської навали: За документами радянських спецслужб: До 60-річчя визволення України від гітлерівських загарбників: Зб. док. та матеріалів. — К., Львів, 2003.
- Визвольні змагання очима контррозвідника (документальна спадщина Миколи Чеботарьова). — К., 2003.
- Спецслужба держави без території: люди, події, факти. — К., 2003.
- На сторожі незалежності держави. 10 років Служби безпеки України. — К., 2002.
- Українські громади зарубіжжя в роки Другої світової війни. Акції допомоги народу України. — К., 1997.
- Молодь України — фронту і тилу, 1943—1945 рр. — К., 1992.

#### Розділи в колективних монографіях
- Національне питання в радянській політичній тактиці і стратегії у переддень світової війни // Національне питання в Україні ХХ — початку ХХІ ст.: історичні нариси. — К.: Ніка-Центр, 2012. — С. 340—358
- Етнонаціональна політика німецької окупаційної адміністрації та її вплив на сферу міжнаціональних відносин // Національне питання в Україні ХХ — початку ХХІ ст.: історичні нариси. — К.: Ніка-Центр, 2012. — С. 358—384
- Використання сімейного заручництва у радянській репресивній практиці [Архівовано 5 липня 2015 у Wayback Machine.] // Україна в Другій світовій війні: погляд з XXI століття. Історичні нариси / НАН України. Інститут історії України. — К.: НВП "Видавництво «Наукова думка, НАН України», 2011. — Кн. 2. — С. 311—339.
- Родини «ворогів народу»: правовий та соціальний статус, повсякденне життя (1940—1960 рр.) [Архівовано 5 липня 2015 у Wayback Machine.] // Повоєнна Україна: нариси соціальної історії (друга половина 1940-х — середина 1950-х рр.): Колективна монографія / Відп. ред. В. М. Даниленко. НАН України. Інститут історії України. — Кн. 2, ч. 3. — К.: Інститут історії України НАН України, 2010. — С. 272—292.
- Друга світова війна як новий вимір терору та тероризму [Архівовано 5 грудня 2020 у Wayback Machine.] //Політичний терор і тероризм в Україні. XIX—XX ст.: Історичні нариси / Відп. ред. В. А. Смолій;. НАН України. Інститут історії України. — К.: Наукова думка, 2002. — 952 с.

#### Вибрані статті українською мовою
- Зворотний бік війни: Історичний та соціально-правовий портрет радянських оточенців // Український історичний журнал. — 2015. — № 2. — С. 22—48. (у співавторстві)
- Тюрми в нацистській карально-репресивній системі на окупованій території України // Український історичний журнал. — 2013. — № 1. — С. 92—105. [Архівовано 5 липня 2015 у Wayback Machine.].
- «Куркульський» призов 1942 р.: мобілізація селян — трудопоселенців ГУЛАГ 1942 р. (передісторія та перебіг) // Сторінки воєнної історії України  [Архівовано 6 липня 2015 у Wayback Machine.]: Зб. наук. статей / Відп. ред. О. Є. Лисенко. — К.: Ін-т історії України НАНУ, 2013. — Вип. 16. — С. 20—32  [Архівовано 5 липня 2015 у Wayback Machine.]
- Система підготовки кадрів органів державної безпеки у роки Великої Вітчизняної війни // Краєзнавство. — , 2013. — № 3. — С. 111—123
- Механізми цілеспрямованої маргіналізації в контексті державного терору в Україні (1917—1953) // Політичні репресії в Українській РСР 1937—1938 рр.: дослідницькі рефлексії та інтерпретації. До 75-річчя «Великого терору» в СРСР: Матеріали Всеукраїнської наукової конференції, м. Київ, 15 березня 2012 р. / Упоряд.: О. Г. Бажан, Р. Ю. Подкур. — К.: Інститут історії України, 2013. — С. 107—128.
- «Окопне братство»: фронтовий мікросоціум у контексті воєнної повсякденності // Сторінки воєнної історії України  [Архівовано 6 липня 2015 у Wayback Machine.]. — К.: Інститут історії України НАН України, 2012. — № 15. — С. 8—25 (у співавторстві)  [Архівовано 5 липня 2015 у Wayback Machine.]
- Відповідальність за державні злочини у проектах Кримінального кодексу СРСР (1946—1949 рр.) // Український історичний журнал. — К: «Дієз-продукт», 2012. — № 1. — С. 120—134 (у співавторстві) [Архівовано 5 липня 2015 у Wayback Machine.]
- 21 лютого 1948 р. в історії сталінського терору // Український історичний журнал. — К: «Дієз-продукт», 2011. — № 1. — С. 107—122  [Архівовано 5 липня 2015 у Wayback Machine.]
- Історія війни, написана людською кров'ю // Краєзнавство. — ТОВ „Видавництво «Телесик»“, 2011. — № 2. — С. 126—136. (у співавторстві)  [Архівовано 5 липня 2015 у Wayback Machine.]
- Звіти військової прокуратури як джерело вивчення фронтового повсякдення (1941—1943 рр.) // Сторінки воєнної історії України  [Архівовано 6 липня 2015 у Wayback Machine.]. — К.: Інститут історії України НАН України, 2011. — № 14. — c.8 — 22.  [Архівовано 5 липня 2015 у Wayback Machine.]
- Кар'єра І. Битневського в контексті історії спецслужб радянської України // З архівів ВУЧК-ГПУ-НКВД-КГБ. — Х.: Видавництво «Права людини», 2011. — № 2. — c. 190—235 — (у співавторстві)  [Архівовано 5 липня 2015 у Wayback Machine.]
- Тепло братерської руки: допомога діаспори українському народу в роки Другої світової війни (1941—1945 pp.) // Краєзнавство. — ТОВ „Видавництво «Телесик»“, 2010. — № 1. — С. 42—53. (у співавторстві)  [Архівовано 5 липня 2015 у Wayback Machine.]
- Специфічні форми і методи боротьби радянських партизанів на території окупованої України // Сторінки воєнної історії України  [Архівовано 6 липня 2015 у Wayback Machine.]. — К.: Інститут історії України НАН України, 2010. — № 13. — С. 183—201. (у співавторстві)  [Архівовано 5 липня 2015 у Wayback Machine.]
- Архів контррозвідника В. Г. Орлова (1882—1941 рр.): історичний та оперативний вимір // З архівів ВУЧК-ГПУ-НКВД-КГБ. — Х.: Видавництво «Права людини», 2010. — № 2. — С. 7—78 (у співавторстві)  [Архівовано 5 липня 2015 у Wayback Machine.]
- 1944 рік: формування технології позасудових репресій проти родин повстанців у Західній Україні // Сторінки воєнної історії України  [Архівовано 6 липня 2015 у Wayback Machine.]: Зб. наук. статей. Вип. 12. — Київ: Інститут історії України НАН України, 2009. — № 12. — С. 255—266.  [Архівовано 9 квітня 2011 у Wayback Machine.]
- Сталінська ґендерна політика у добу «Великого терору» (1937—1938 pp.) // З архівів ВУЧК-ГПУ-НКВД-КГБ. — К.: ТОВ „Видавництво «Телесик»“, 2009. — № 32. — С. 155—175. [Архівовано 5 липня 2015 у Wayback Machine.]
- Еволюція сталінської репресивної політики стосовно родин «ворогів народу» // З архівів ВУЧК-ГПУ-НКВД-КГБ. — К.: ТОВ „Видавництво «Телесик»“, 2008. — № 30. — С. 458—473. [Архівовано 5 липня 2015 у Wayback Machine.]
- Феномен «пособництва»: до проблеми кваліфікації співпраці цивільного населення з окупантами у перший період Великої вітчизняної війни // Сторінки воєнної історії України  [Архівовано 6 липня 2015 у Wayback Machine.]. Випуск 11. — Київ: Інститут історії України НАН України, 2008. — № 11. — С. 88—97.  [Архівовано 5 липня 2015 у Wayback Machine.]
- Служба в НКВС та інші маловідомі сторінки життя П. Гудзенка (з архівних джерел спецслужб) // Україна XX ст.: культура, ідеологія, політика. — Київ: Інститут історії України НАН України, 2007. — № 12. — С. 61—76. (у співавторстві)  [Архівовано 5 липня 2015 у Wayback Machine.]
- Правові основи державного терору проти родин учасників повстанського руху в Західній Україні // З архівів ВУЧК-ГПУ-НКВД-КГБ. — К.: Видавництво «Сфера», 2007. — № 29. — С. 134—159.  [Архівовано 5 липня 2015 у Wayback Machine.]
- Формування особового складу штрафних батальйонів і рот у Червоній армії періоду Великої Вітчизняної війни // Український історичний журнал. — Київ, «Дієз-продукт», 2006. — № 3. — С. 137—150 (у співавторстві)  [Архівовано 5 липня 2015 у Wayback Machine.]
- Участь українських зарубіжних політичних та громадських організацій в акціях протесту 30-х рр. ХХ ст. проти голодомору в УСРР // Український історичний журнал. — Київ: Наукова думка, 2003. — № 5. — С. 65—81 (у співавторстві)  [Архівовано 5 липня 2015 у Wayback Machine.]

Радянська паспортна система // Український історичний журнал. — Київ: Наукова думка, 1999. — № 3. — С. 33—43. (у співавторстві)  [Архівовано 5 липня 2015 у Wayback Machine.] № 4. — С. 3—15.  [Архівовано 5 липня 2015 у Wayback Machine.]
Допомога українському народу з боку громадськості США та Канади у роки другої світової війни // Український історичний журнал. — К.: Наукова думка, 1992. — № 3. — c.49  [Архівовано 5 липня 2015 у Wayback Machine.]

#### Розділи в колективних працях російською мовою
- Из Украины в «АЛЖИР»: судьбы репрессированных жен «врагов народа» // «Депортация народов в Казахстан в 1930-50-е гг.: Общность истории» (Международный социологический проект). — Казахстан, Астана, 2010. — C. 153—161.
- 1941 год. Страна в огне. Историко-документальное издание. — Кн. 1: Очерки / Ред. кол.: В. А. Смолий и др. НАН Украины. Институт истории Украины и др. — М.: ОЛМА Медиа Групп, 2011. — С. 656—661, 595—601, 539—552, 706—712.
- 1941 год: Страна в огне. Историко-документальное издание. — Кн. 2: Документы и материалы / Ред. кол.: А. А. Коваленя, В. А. Смолий, А. О. Чубарьян. РАН. Институт всеобщей истории; НАН Украины. Институт истории Украины; НАН Беларуси. Институт истории. — М.: ОЛМА Медиа Групп, 2011. — 720 с.

#### Вибрані статті російською мовою
- Наказание без преступления: правовая идеология и практика репрессий против членов семей «врагов» советской власти в Украине // Историческое пространство. Проблемы истории стран СНГ. — 2009. — № 1. — С. 127—140.
- Особенности военного правосудия в первый период Великой Отечественной войны // Новая и новейшая история. — 2011. — № 4. — С. 133—145. (у співавторстві).

### Рецензії
- Леся Бондарук «Інформаційна бомба», яка не вибухнула.
- Сергій Філіпенко "Анатомія терору — «упокорення страхом» // Січеслав ІНФО  [Архівовано 14 липня 2015 у Wayback Machine.]
- Дмитрий Соколов. Навязання лояльность 29.10.2013 Рецензия на кн.: Т. Вронська. Упокорення страхом: сімейне заручництво у каральній практиці радянської влади (1917—1953 рр.) (Усмирение страхом: взятие в заложники родственников в карательной практике советской власти) — К.: Темпора, 2013. На украинском языке // Посев. — № 8 (1631). — август 2013. — С. 32—34.  [Архівовано 4 липня 2015 у Wayback Machine.]